# Paragraffartyg
Paragraffartyg och paragrafbåt är beteckningar för fartyg som utformats för att maximalt utnyttja de fördelar som regelverk för skeppsfarten ger för fartyg under en viss storleksgräns. Även andra anpassningar till gällande regelverk kan förekomma.
I Sverige avses i första hand lastfartyg från 1950- och 60-talen som utnyttjade de mindre krav till bemanning som gällde för fartyg med en dräktighet under 500 brutto registerton. I Norge används beteckningen för arbetsfartyg med en längd under 15 meter, som är befriade från dyra och tidkrävande inspektioner.
Vissa paragrafbåtkonstruktioner har kritiserats för bristande sjöduglighet.